# Vairano Patenora
Vairano Patenora – miejscowość i gmina we Włoszech, w regionie Kampania, w prowincji Caserta.
Według danych na rok 2004 gminę zamieszkuje 6101 osób, 141,9 os./km².